# ارين وود
ارين وود (بالإنجليزية: Warren Wood)‏ هو لاعب غولف أمريكي، ولد في 27 أبريل 1887 في شيكاغو في الولايات المتحدة، وتوفي في 27 أكتوبر 1926 في بيلهام في الولايات المتحدة.

## وصلات خارجية
- ارين وود على موقع اللجنة الأولمبية الدولية (الإنجليزية)
- ارين وود على موقع أوليمبيديا (الإنجليزية)